# 香港超級青年聯賽
香港超級青年聯賽（英語：Hong Kong Premier Youth League）成立於2020-2021球季，是香港足球總會的全新青年聯賽制度。

## 成立背景
香港足球總會於最新計畫的「展望2025策略計畫」中，重點培訓有潛質的青年球員，將現有的青少年賽事架構作出調整，除原有的「賽馬會青少年足球聯賽」，於2020-21年度開始，將新成立「香港超級青年聯賽」。 
賽事旨在透過重組青年賽事，建立一個更有系統的比賽平台，投放更多資源增加機會予青少年球員參與具競爭性的賽事及提升訓練時數。期望青年球員持續透過高水平賽事及訓練節數中成長，從而循序漸進地提高本地青少年足球水平，籍此為香港代表隊各年齡梯隊培訓更具實力的年青球員，亦增加精英青年球員加入本地頂級球會以及成為職業球員的機會。

## 賽事制度
香港超級青年聯賽將會分別 U14、U16 及 U18 三個組別，每組會有 11 支球隊。
2020-2021年度香港超級青年聯賽將接納2支非超聯球會，根據評分機制較高分的2支球會將獲得參賽資格。

## 參賽球隊
2020-21年香港超級青年聯賽每組各有 10 支球隊角逐。
| U14            | U16            | U18            |
| -------------- | -------------- | -------------- |
| 標準流浪 U14   | 標準流浪 U16   | 標準流浪 U18   |
| 東區 U14       | 東區 U16       | 東區 U18       |
| 東方龍獅 U14   | 東方龍獅 U16   | 東方龍獅 U18   |
| 愉園 U14       | 愉園 U16       | 愉園 U18       |
| 港會 U14       | 港會 U16       | 港會 U18       |
| 傑志 U14       | 傑志 U16       | 傑志 U18       |
| 冠忠南區 U14   | 冠忠南區 U16   | 冠忠南區 U18   |
| 理文 U14       | 理文 U16       | 理文 U18       |
| 晉峰 U14       | 晉峰 U16       | 晉峰 U18       |
| 天水圍飛馬 U14 | 天水圍飛馬 U16 | 天水圍飛馬 U18 |